# Cabecico del Tesoro

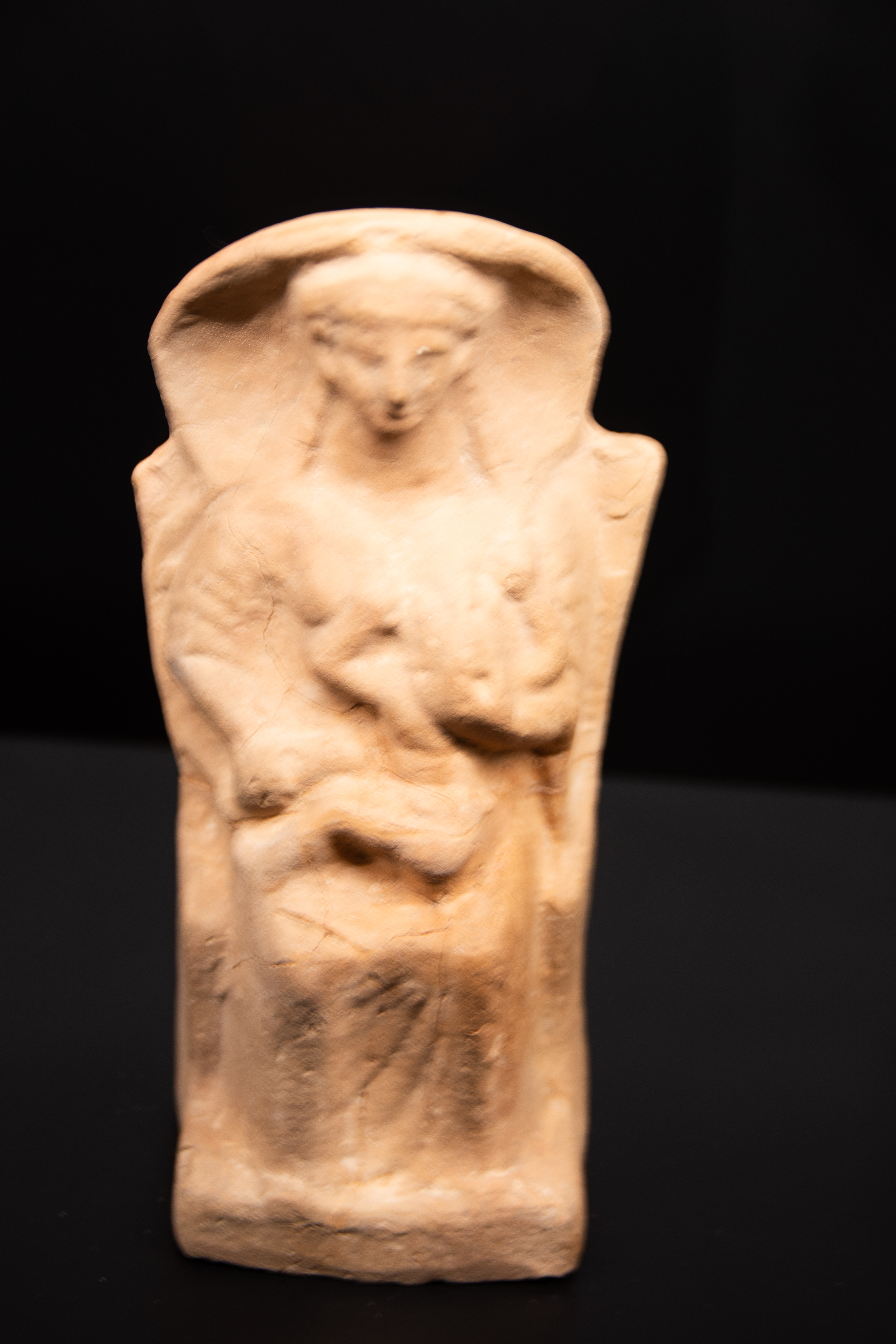
Figura femenina amamantando a un niño. Tumba 341 de la necrópolis.

Cabecico del Tesoro es un yacimiento arqueológico ibero siuado en la pedanía murciana de La Alberca (Región de Murcia, España). 
En el entorno del Verdolay, en las faldas de la sierra que cierra la vega murciana por el sur, se localizaron dos necrópolis; una de ellas el Cabecico del Tesoro, cerca de San Antonio el Pobre, y la otra en el Museo de la Seda, en la Estación Sericícola.
Las primeras prospecciones confirmaron que se trata de la mayor necrópolis íbera de España, conocida como el Cabecico del Tesoro. Estas dos necrópolis, junto a otros yacimientos del Verdolay, como el Santuario de la Luz, formaban parte de un poblado ibero cuyo espacio temporal se extiende desde el siglo V hasta el año 90 a. C., aunque se especula que pudo ser destruido por el ejército de Aníbal cuando cruzó esta región en el 237 a. C. En esta necrópolis, que se sitúa al lado del monasterio de Santa Catalina del Monte, en su cara norte, se han desenterrado 609 tumbas.
Augusto Fernández de Avilés y Cayetano de Mergelina y Luna dirigieron las excavaciones en 1935, que se vieron interrumpidas por la guerra civil española. Mergelina exhumó de las tumbas de fosa ricos ajuares funerarios e importantes restos escultóricos. Entre los objetos descubiertos por Mergelina destaca una estatua sedente muy mutilada, cuyos fragmentos reconstruyó, y una cabeza mutilada que se unió al cuerpo en la reconstrucción. Otra pieza de excepcional valor es una escultura ibérica conocida con el nombre de Dama del Verdolay. Aunque menos inmportantes no desmerece nombrarse un cálato y una figura de arpista de terracota.